# Mannaja
Mannaja (br Vingança Cega) é um filme italiano  de 1977, do gênero faroeste, dirigido por Sergio Martino, roteirizado pelo diretor e Sauro Scavolini e musicado por Guido De Angelis e Maurizio De Angelis.

## Sinopse
Em uma cidade mineira, pistoleiro com um passado recluso, é contratado pelo inválido prefeito da cidade para resgatar sua filha.

## Elenco
- Maurizio Merli ....... Mannaja
- John Steiner ....... Theo Woller
- Sonja Jeannine ....... Deborah McGowan
- Donald O'Brien ....... Burt Craven
- Philippe Leroy ....... Ed McGowan
- Martine Brochard ....... Angela
- Salvatore Puntillo ....... Johnny
- Antonio Casale ....... Dahlman (como Nino Casale)
- Enzo Fiermonte ....... agente do governo
- Rik Battaglia ....... pai de Mannaja (como Rick Battaglia)
- Aldo Rendine
- Enzo Maggio
- Sergio Tardioli ....... barman
- Sofia Lombardo ....... Lucy (como Sophia Lombardo)